# 狭叶斑籽
狭叶斑籽（学名：Baliospermum angustifolium）为大戟科斑籽属下的一个种。

## 扩展阅读
- 維基物種上的相關：狭叶斑籽